# Fred Hampton
Fred Hampton (ur. 30 sierpnia 1948 w Summit, zm. 4 grudnia 1969 w Chicago) – afroamerykański działacz społeczny, wiceprzewodniczący sekcji Czarnych Panter w Illinois. Został zabity w wyniku akcji policji skierowanej przeciw działalności ugrupowania.

## Działalność
Urodził się w Chicago, dorastał w Maywood na przedmieściach miasta. W 1966 ukończył Proviso East High School. Po ukończeniu szkoły średniej studiował prawo na Triton Junior College. Podczas studiów działał w ruchu na rzecz praw obywatelskich. Wstąpił wtedy do National Association for the Advancement of Colored People, pełnił też stanowisko przewodniczącego rady młodzieżowej organizacji West Branch Suburban. W październiku 1966 Bobby Seale i Huey P. Newton założyli Partie Czarnych Panter. Hampton w listopadzie 1968 założył sekcję partii w Chicago. Grupa rozpoczęła pracę społeczną, obejmującą m.in. dostarczanie darmowych śniadań dla uczniów i prowadzenie kliniki medycznej.
Jednym z największych osiągnięć Hamptona było namówienie gangów ulicznych Chicago do zaprzestania walk między sobą. W maju 1969 odbyła się konferencja prasowa, podczas której Hampton ogłosił pakt o nieagresji między gangami. Rok później Hampton został aresztowany i oskarżony o kradzież słodyczy wartych 71 dolarów, które następnie rzekomo oddał miejscowym dzieciom. Został początkowo skazany za przestępstwo, ale decyzja sądu została ostatecznie odrzucona.
Działalność Czarnych Panter w Chicago zwróciła uwagę FBI. Hoover określił działalność ugrupowania jako „największe zagrożenie dla bezpieczeństwa wewnętrznego kraju” i wezwał chicagowską policję do rozpoczęcia akcji przeciw ugrupowaniu. W 1969 siedziba partii na West Monroe Street została zajęta trzy razy, a ponad 100 członków partii zostało aresztowanych.

## Śmierć
Wczesnym rankiem 4 grudnia 1969 policja wkroczyła po raz czwarty do siedziby Czarnych Panter. Wywiązała się strzelanina. Policja twierdziła później, że to pantery otworzyły ogień. W ciągu następnych dziesięciu minut Fred Hampton i Mark Clark zginęli. Świadkowie twierdzili, że Hampton został ranny w ramię, a następnie dobity przez strzał w głowę. Działacze ugrupowania, którzy pozostali przy życiu, w tym partnerka Hamptona Deborah Johnson (która w trakcie ataku była w ósmym miesiącu ciąży), zostali aresztowani i oskarżeni o próbę zabójstwa policjantów. Badania balistyczne wykazały, że tylko jeden pocisk został wystrzelony przez pantery, natomiast prawie sto pochodziło z karabinów policji.
Dopiero w 1982 sąd przyznał, że strzelanina była rezultatem działań FBI i wypłaciła rannym w strzelaninie panterom odszkodowania w wysokości 1,85 miliona dolarów.
Po dymisji prezydenta Richarda Nixona, specjalna komisja ujawniła, że William O'Neal, ochroniarz Hamptona, był agentem FBI.
W 1971 został nagrany dokument „The Murder of Fred Hampton” dotyczący jego śmierci. W 2021 nakręcono dramat biograficzny „Judasz i Czarny Mesjasz” opowiadający o działalności Freda Hamptona w Czarnych Panterach.